# ロード・ドント・スロー・ミー・ダウン
『ロード・ドント・スロー・ミー・ダウン』 (Lord Don't Slow Me Down ) は日本では2007年12月5日に発売されたオアシスのツアードキュメントDVD。

## 概要
Disc 1はワールド・ツアー、インタビュー映像などを収録し、ほとんど場面がモノクロ映像である。Disc 2は2005年のマンチェスター凱旋ライブ、ファンによる写真と映像が収録されている。

## 収録曲

### Disc 1
1. Lord Don't Slow Me Down

### Disc 2
1. Fuckin' In The Bushes
2. Turn Up The Sun
3. Lyla
4. Cigarettes & Alcohol
5. The Importance Of Being Idle
6. Little By Little
7. A Bell Will Ring
8. Acquiesce
9. Songbird
10. Live Forever
11. Mucky Fingers
12. Wonderwall
13. Rock 'n' Roll Star
14. The Meaning Of Soul
15. Don't Look Back In Anger
16. My Generation (ザ・フーのカバー）

メンバー：
- リアム・ギャラガー – ボーカル
- ノエル・ギャラガー – ボーカル、リードギター
- ゲム・アーチャー – リズムギター
- アンディ・ベル – ベース
- ザック・スターキー – ドラムス